# Marie Rottrová
Marie Rottrová (sinh ngày 13 tháng 11 năm 1941 tại Ostrava - Hrušov) - biệt danh Madam Soul (Quý bà Tâm hồn) - là một ca sĩ, nhà soạn nhạc, nhà sản xuất âm nhạc Tiệp Khắc (trước đây) và Cộng hòa Séc (hiện nay).

## Tiểu sử và sự nghiệp
Marie Rottrová sinh ra trong một gia đình có truyền thống âm nhạc, cha bà là một nghệ sĩ chơi đàn organ, còn mẹ là một ca sĩ.

### Ca khúc nổi tiếng
- Con ngựa trắng
- Dòng sông tình yêu
- Čím zvoní píseň má
- Tình yêu
- Chẳng có chi
- Markétka
- To mám tak ráda
- S tím bláznem si nic nezačínej (song ca với Pavel Bobek)
- Lásko voníš deštěm
- Skořápky ořechů
- Ty kdo jdeš kolem
- Měli jsme se potkat dřív
- Večerem zhýčkaná
- Ten vůz už jel
- Zřejme letos nikde nejsou kytky
- Lakomá
- Žaluzie

### Album

#### Đĩa than
- Flamengo – Supraphon, 1970, pro distrubuci SSSR firma Melodia v licenci Supraphon
- This Is Our Soul – Supraphon/Artia, 1971
- Marie Rottrová – Supraphon, 1972
- Plaměňáci a Marie Rottrová 75 – Supraphon, 1976
- Pěšky po dálnici – Supraphon, 1977
- Rhytm And Romance – Supraphon, 1977
- Ty kdo jdeš kolem – Supraphon, 1980
- Muž č. 1 – Supraphon, 1981
- Marie Rottrová vypravuje pohádky Františka Nepila – Supraphon, 1982
- Já a Ty – Supraphon, 1983
- 12× Marie Rottrová – Supraphon, 1985
- Mezi námi – Supraphon, 1986
- Marie & spol. – Supraphon, 1987
- Soul Feeling – Supraphon, 1988
- Důvěrnosti – Supraphon, 1989
- Chvíli můj, chvíli svůj – Monitor, 1992

#### CD
- Chvíli můj, chvíli svůj – Monitor, 1993
- Jeřabiny – B & M Music, 1995
- Neberte nám princeznú – sountrack k filmu – BMB, 2001
- Ty kdo jdeš kolem – kompilace – Sony Music Bonton, 2001
- Podívej – BMG, 2001
- Všechno nejlepší – kompilace – Supraphon, 2003
- Jen ty a já – kompilace – Supraphon, 2004
- Všechno nejlepší 2 – kompilace – Supraphon, 2005
- Stopy – Universal music, 2009
- Osud mi tě přál – kompilace, Universal music, 2010
- Bộ sưu tập Vàng – kompilace, Supraphon, 2011
- Co mám, to dám – box 17CD + DVD, Supraphon, 2011

#### DVD
- Ngàn gương mặt – Supraphon, 2008[1][2]

### Phim đã tham gia
- Đừng bắt công chúa của chúng cháu đi (1981)
- Manéz Bolka Polívky (1987)